# Липпай, Бертольд Доминик
Бертольд Доминик Липпай (нем. Berthold Dominik Lippay, в Венгрии Берталан Домокош Липпай, венг. Lippai Bertalan Domokos, настоящая фамилия Липнер, нем. Lipner; 21 сентября 1864, Турзовка (ныне Словакия) — 17 декабря 1919, Вена) — австрийский художник-портретист еврейского происхождения.
Вырос в Венгрии. Учился в Бельгии у Жана-Франсуа Портеля и Шарля Эрманса, затем в Париже у Александра Кабанеля. Долгое время работал в Италии, в том числе в Риме, где написал портреты пап Пия X и Бенедикта XV, кардиналов Мерри дель Валя и Орельи и был близок к Папскому престолу настолько, что в 1904 году организовал прибывшему в Рим Теодору Герцлю аудиенции у Пия X и кардинала Мерри дель Валя. В 1903 году был возведён Пием X в графское достоинство; фигурирует как граф Липпай (итал. Conte Lippay) в «Последних днях человечества» Карла Крауса (Краус намекает, что действительная фамилия художника Липшиц).
В Вене писал портреты высшего света, в том числе императора Франца Иосифа I, эрцгерцогов Франца Фердинанда и Евгения, а также других знаменитостей (в том числе Фердинанда Лессепса, Кальмана Миксата, Рихарда фон Крафт-Эбинга, Юлиуса Вагнер-Яурегга, Карла Люгера). В 1911 году удостоен степени Великого офицера (нем. Komturkreuz mit Stern) ордена Франца Иосифа.
Благодаря дружбе с Михайлом Валтровичем подарил коллекцию итальянской живописи Национальному музею в Белграде, заложив тем самым основу итальянской коллекции.
Принял крещение в 1887 году, женился в 1889 году на венецианке Джудитте Хопфгартнер. Отец шестерых детей, среди которых дирижёр и музыкальный педагог Александр Липпай и медик и физиолог Франц Рудольф Липпай (1897—1965), лауреат премии Либена; двое детей Липпая, сын Геза и дочь Нина, также стали художниками.